# NGC 1562
NGC 1562 (również PGC 14956) – galaktyka soczewkowata (S0), znajdująca się w gwiazdozbiorze Erydanu. Odkrył ją 12 listopada 1885 roku Francis Leavenworth.